# فيلكي كرتيش
 فيلكي كرتيش (بالسلوفاكية: Veľký Krtíš)‏ مدينة في وسط سلوفاكيا وتتبع إقليم بانسكا بيستريتسا.